# Marco Valerio Faltón
Marco Valerio Faltón (en latín, Marcus Valerius Falto) fue un político y militar romano del siglo III a. C.

## Carrera pública
En el año 205 a. C., cuando era de rango cuestorio, fue uno de los enviados por el Senado ante el rey Átalo I de Pérgamo para llevar a la diosa Cibeles a Roma y el encargado de anunciar, adelantándose al resto de los enviados, en la Ciudad la próxima llegada de la diosa. Siendo edil curul, en el año 203 a. C., se encargó junto con su colega de distribuir a bajo precio entre los pobres un cargamento de grano procedente de Hispania. Ocupó el cargo de pretor en el año 201 a. C. Se le asignó el Bruttium de provincia y obtuvo el mando de dos legiones.